# Gastronomia de Portugal
La gastronomia de Portugal és la gastronomia tradicional a Portugal. Encara que restringida a un espai geogràfic relativament petit, mostra influències mediterrànies (incloent-se a l'anomenada «dieta mediterrània») i també atlàntiques, com es veu a la quantitat de peix que es consumeix tradicionalment.
Molt ha canviat des que Estrabó es va referir als lusitans com un poble que s'alimentava d'aglans. Malgrat ser un país Atlàntic, la base de la gastronomia mediterrània, assentada a la trilogia del pa, el vi i l'oli d'oliva, es repeteix a tot el país, afegint-s'hi els productes hortícoles, com a les sopes, variades, i els fruits frescos. La carn i les vísceres, principalment de porc, componen també un conjunt de plats i tapes regionals, on sobresurten els pernils i els embotits. Amb l'adveniment dels descobriments marítims, la cuina portuguesa ràpidament integra l'ús, de vegades quasi excessiu, d'espècies i del sucre, a més d'altres productes, com la mongeta i la patata, que van ser adoptats com a productes essencials.
Tinguem en compte que la varietat de plats regionals es verifica fins i tot a zones restringides. Dues ciutats veïnes poden presentar, amb el mateix nom, plats que poden diferir prou a la manera de fer, encara que comparteixin la mateixa recepta de base. Les generalitzacions no sempre són correctes: les diverses cuines regionals varien molt a la mateixa regió.

## La dieta mediterrània
Després de la Revolució dels clavells (el 25 d'abril de 1974), alguns nutricionistes portuguesos van decidir crear un esquema que resumís les virtuts nutritives de la tradicional dieta mediterrània. Es va elaborar una nova versió d'aquest esquema, la Roda dels Aliments que mantenia, amb tot, la proporció i varietat d'aliments connotats amb aquest tipus d'alimentació. Amb l'adopció a Portugal de la nova piràmide dels aliments, divulgada per l'Organització Mundial de la Salut, l'anomenada dieta mediterrània guanya encara més relleu. Estudis diversos semblen indicar que Portugal és el país «mediterrani» que menys ha alterat els hàbits alimentaris tradicionals, a pesar de no estar banyat per aquest mar.

### Pa

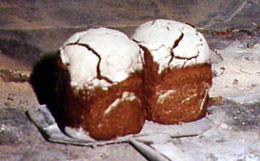
Pa broa de Avintes

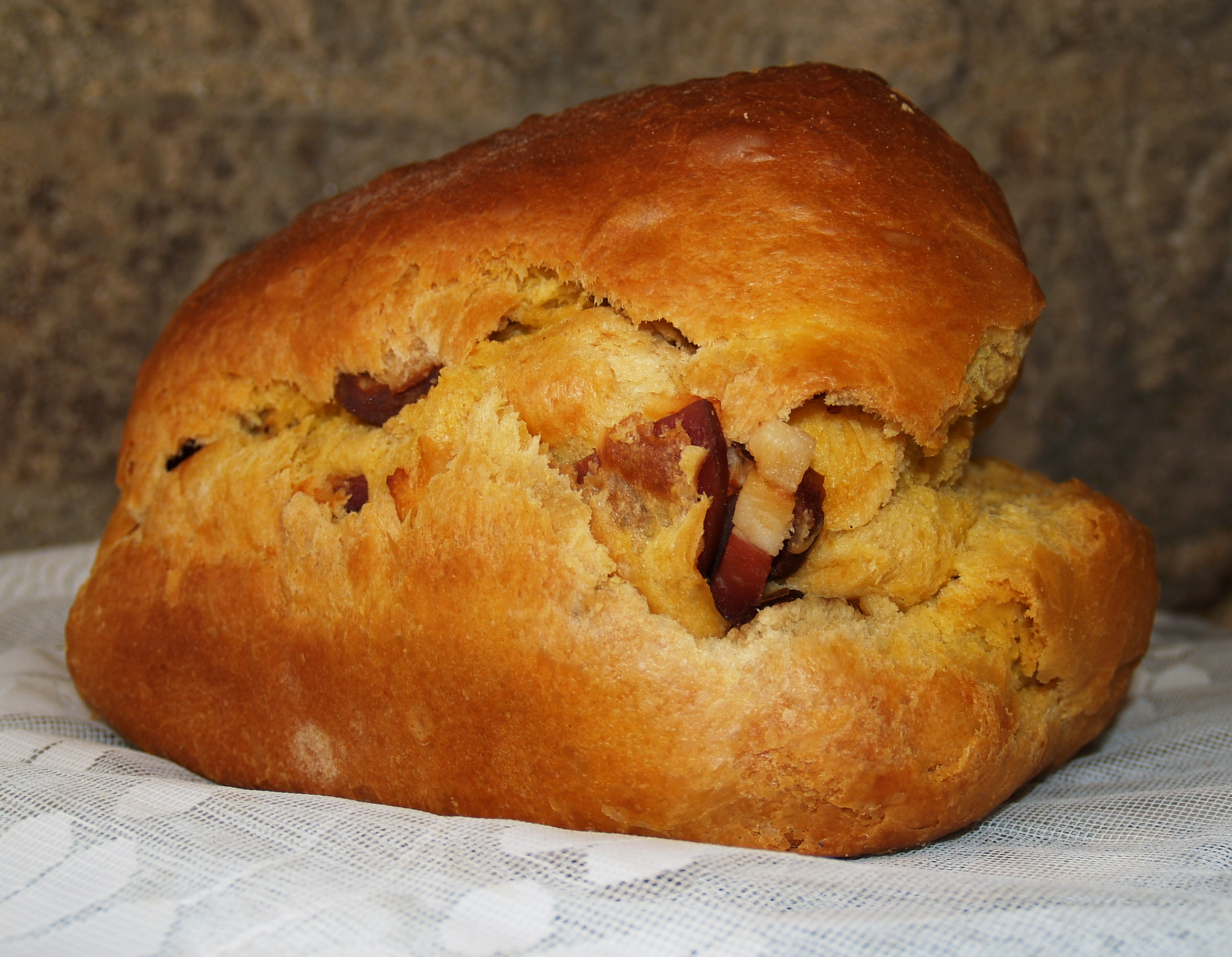
Pa de Pàsqua (folar)

El pa és, sens dubte, un dels aliments bàsics de l'alimentació portuguesa. Existeix en formes diverses al llarg del país, i no limitat al pa de blat (del qual el pa alentejà és potser el més representatiu), existint també a broa (el pa) de blat de moro, (típica del nord de Portugal, encara que apreciada arreu), el pa de sègol (per exemple, de la Serra da Estrela), etc. El pa alentejà, generalment gran (pa de quilo) i amb molla compacta, està pensat per durar més d'un dia (algunes varietats són encara més apreciades l'endemà de coure) i s'usa a plats com les sopes açordas i les migas alentejanes. Fora de l'Alentejo, es continua utilitzant pa per a altres plats, com el torricado (un pa gran, torrat amb oli d'oliva i servit com a acompanyament, propi del centre del país), el bacallà espiritual, diversos guisats i, entre els dolços, les fatias-paridas, els mexidos, etc. El dolç d'Èvora, el pão de rala no té el pa entre els seus ingredients.
Al Nord, al costat de Porto, és cèlebre l'anomenada popularment broa de Avintes. Hi ha altres espècies de pa, com la fogassa, la rosca (el pa del diumenge, quan el forner no porta el pa a casa), les caralhotas d'Almeirim (pans rodons i mitjans, especialment apreciats acabats de sortir del forn), el pa amb xoriço (freqüent a fires i festes, on es consumeix calent, cuit al forn amb el xoriço a dins), els folares (propi de Pasqua), etc. Encara al Nord, hi ha les bolas o bôlas que tant poden voler dir pans grans amb carn barrejada (a Trás-os-Montes) o pans baixos, rodons i compactes servits amb sardines o amb carn (com succeeix a alguns llocs del Minho).

### Oli d'oliva

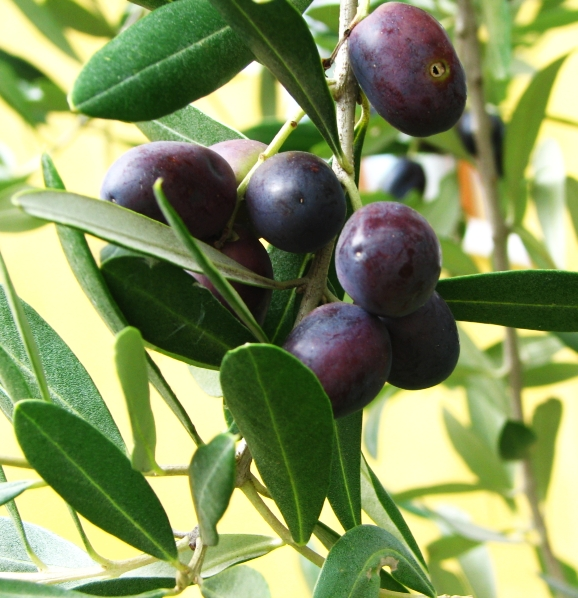
Olivera

L'oli d'oliva és l'aliment indicat per a la dieta portuguesa, principalment utilitzat com a condiment a les sopes de llegums, a les migas de la Beira (on es barregen mongetes, col i pa de blat de moro), al bacallà rostit, on s'acompanya amb prou all, etc. Fins i tot a la rebosteria, l'oli d'oliva també és present, com a alguns pans de pessic, principalment alentejans, però també a diverses broas d'oli d'oliva. Les patates cuites, servides amb diversos plats, com els peixos a la graella, són generalment regades amb oli d'oliva, un raig de vinagre, julivert i ceba picada. Gran part dels plats comencen preparant-se a partir d'un ofegat de ceba o all, més o menys obscur, en oli d'oliva.

### El vi

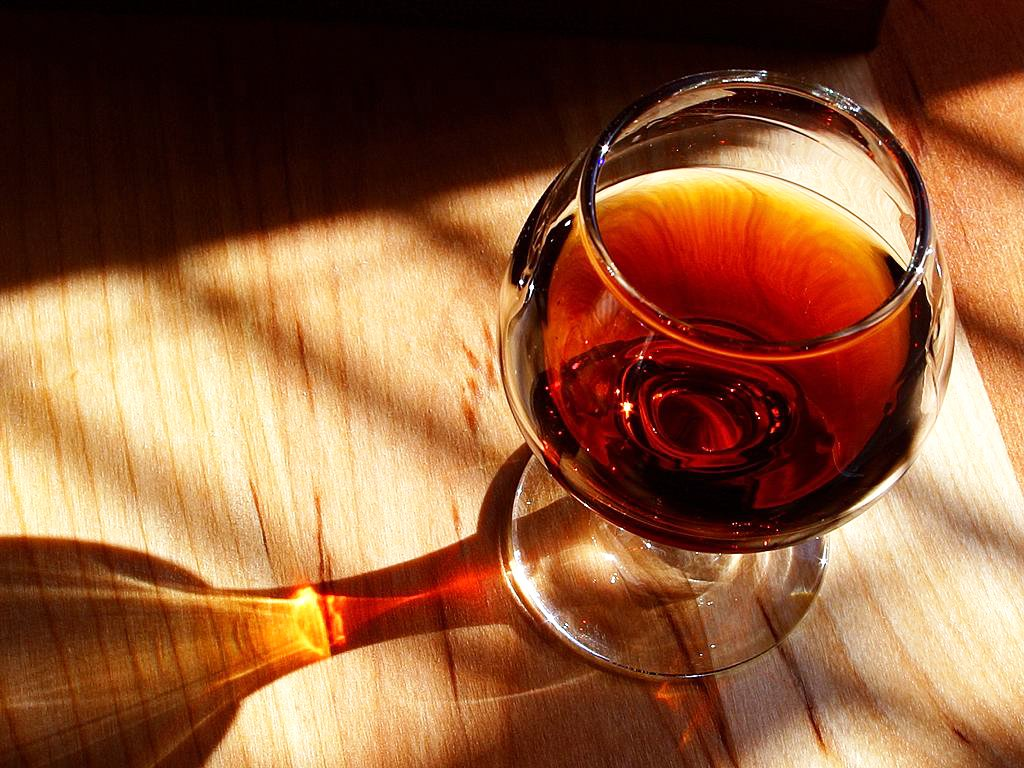
Vi de Porto

Portugal s'enorgulleix especialment dels seus vins, que també presenten una varietat impressionant, segons la regió on es produeixen. Els vins generosos, d'alta graduació alcohòlica i gust generalment dolç (però no sempre) inclouen l'inevitable vi de Porto, el vi de Madeira, el vi de Carcavelos, el moscatell de Setúbal, entre altres varietats, com els vins abafados (‘sufocats'), el most dels quals no arriba a fermentar perquè és diluït amb aiguardent.
Les regions productores de vi més afamades són, sens dubte, l'Alentejo i el Douro, encara que mereixen referència altres regions: Dão, Terras del Sado, Bucelas, etc.
Al Minho existeix la região demarcada (‘denominació d'origen') del vi verd, que es beu jove i fresc. Al contrari del que es pensa, el vi verd no és un tipus específic de vi blanc. De fet, existeix vi verd negre (que és, a més, el més consumit al Minho) i vi verd blanc.

## Condiments
En termes generals, és al Sud on s'usen més les herbes aromàtiques. Mentre que al Nord se utilitza quasi exclusivament el julivert, el llorer, la ceba i l'all, al Sud, especialment a l'Alentejo, es fan servir el coriandre, la menta, el poliol, l'orenga, el romaní, etc.
Des que Vasco da Gama va descobrir el camí marítim cap a l'Índia, els portuguesos utilitzen el pebre, la nou moscada, el clau d'espècia, el safrà, etc. La pastisseria regional fa ús abundant de la canyella.

## Plats

### Productes del camp

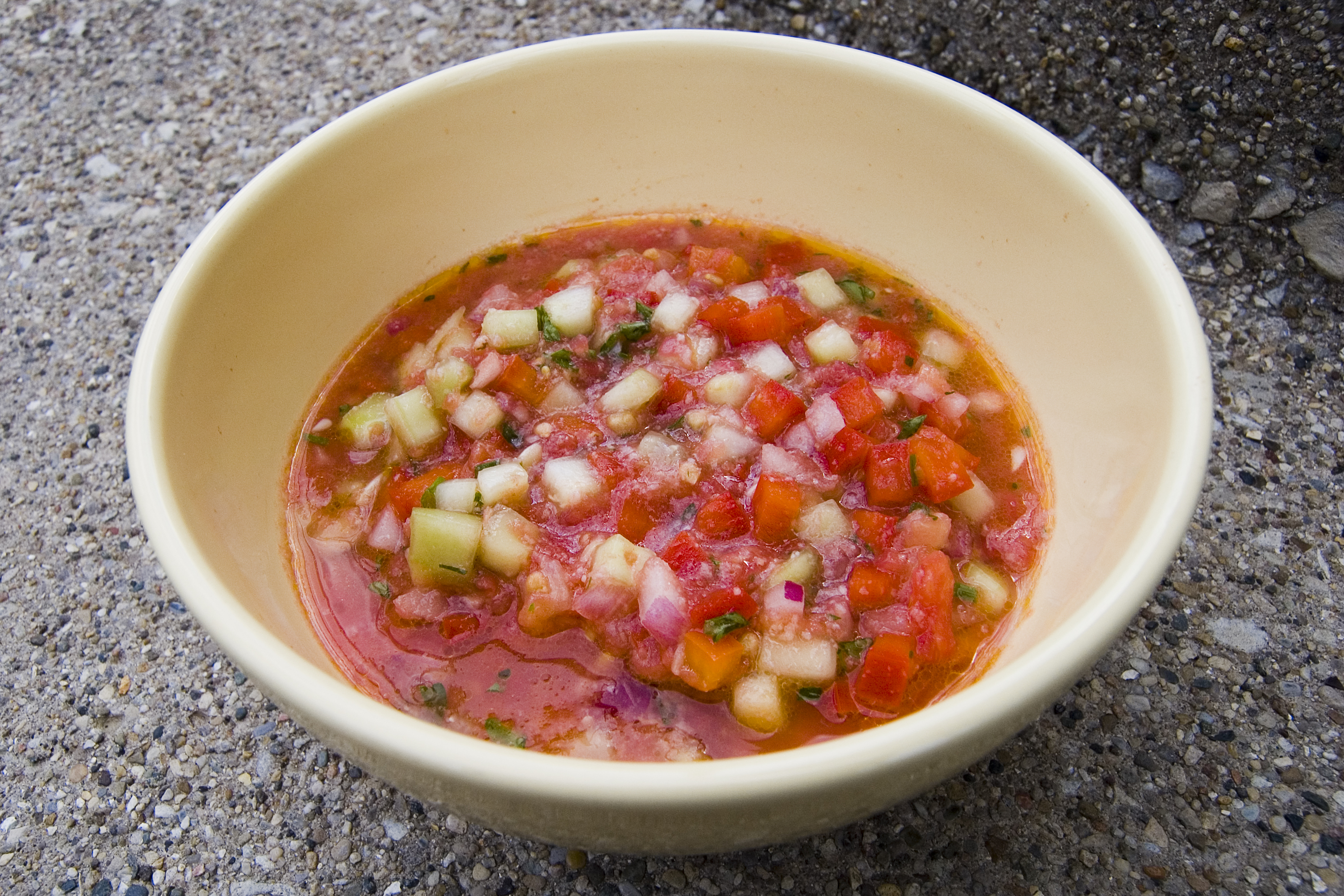
Gaspatxo portuguès

Els productes hortícoles s'utilitzen molt per a fins diversos: amanides, sopes de llegums, guisats, etc. Són freqüents les sopes fredes, com el gaspatxo, a l'Alentejo, les picadas (cogombre picat amb aigua freda, sal, vinagre i oli d'oliva), a més de diverses sopes de llegums. Aquestes acostumen a ser un afegitó de llegums (naps, cols, espinac s, etc.) a una base de puré més o menys espès (segons el gust) de patata, pastanaga i, eventualment, ceba. El caldo verd, compost per puré de patata i col verda tallada a tires molt fines és potser la més famosa de les sopes portugueses. Al Nord de Portugal és comú acompanyar el caldo verd amb rodanxes de xoriço. Notem que a la regió de l'Alentejo es dona un altre significat a la paraula sopas (sopes) que són, a aquesta accepció, semblants a les açordas, trossos de pa en un líquid aromatitzat, que acompanya altres ingredients, generalment ous, carn, ou peix.

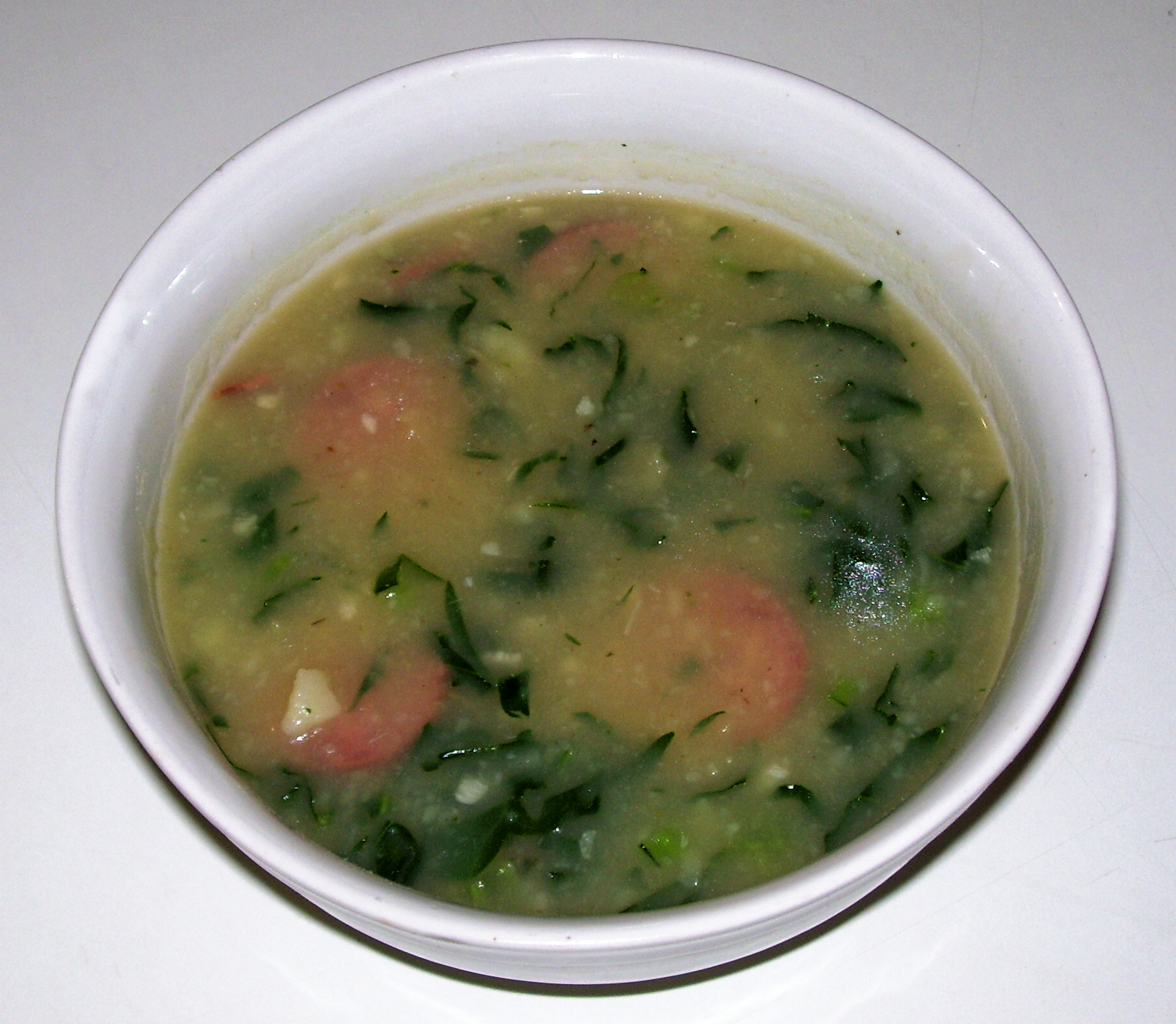
Caldo verd

El guisat portuguès, considerat per molts com el plat nacional, es compon d'una gran diversitat d'ingredients cuits amb aigua abundant –les receptes varien molt segons el lloc, havent-hi moltes que reclamen ser més legítimes que altres. Amb tot, és costum referir com a ingredients més emprats: col (col verda, col arrissada, tronchuda [‘portuguesa'], etc.), patates, mongeta, caps de nap, pastanaga, embotits (xoriço, farinheira [‘botifarra de farina'], chouriça moura (botifarra de sang), etc.), altres carns, generalment de porc, i, de vegades, afegitons de carn de pollastre o gallina.
Les amanides més populars són la d'enciam i la de tomàquet. És curiós notar que existeix, a algunes regions, una certa confusió al llenguatge popular entre els mots que designen l'enciam i l'amanida, com si tots dos designessin el mateix. L'amanida de tomàquet se sol aromatitzar amb orenga.

### Peix i marisc

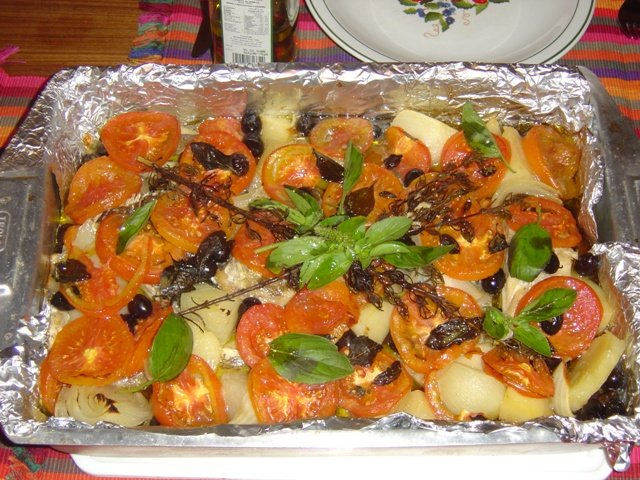
Plat de bacallà.

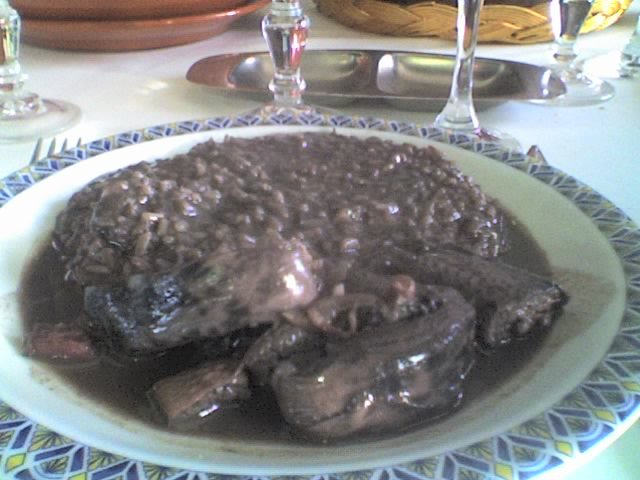
Arròs de llamprea.

És obligat referir-se al peix que es consumeix tradicionalment a Portugal. A més de la cèlebre sardina portuguesa, el bacallà, pescat a aigües més fredes i allunyades, és el peix més usat per la cuina lusitana. No podem oblidar, amb tot, la gran varietat de marisc, no sent de viver, com l'escopinya, el musclo, la conquilha (tellerina de l'Algarve), etc. La cloïssa s'utilitza no solament com a plat principal, al natural ou a la manera de Bulhão Pato, sinó també acompanyant altres, com la carn de porc a l'alentejana. Existeix encara una gran varietat de receptes de sopes açordas i feijoadas (guisats de mongetes) de marisc.

## Companatges

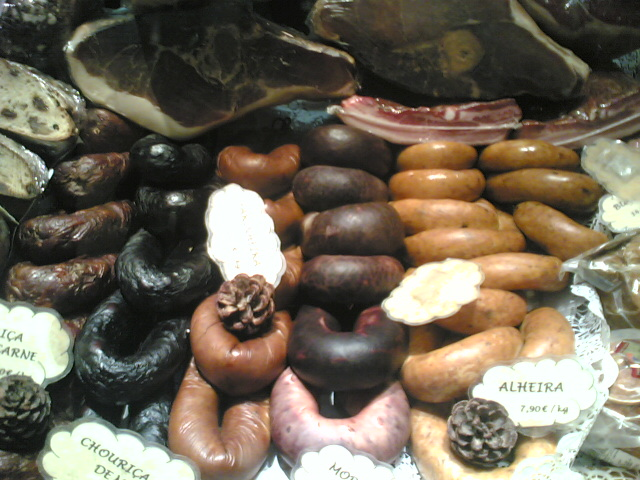
Un aparador d'embotits portuguesos.

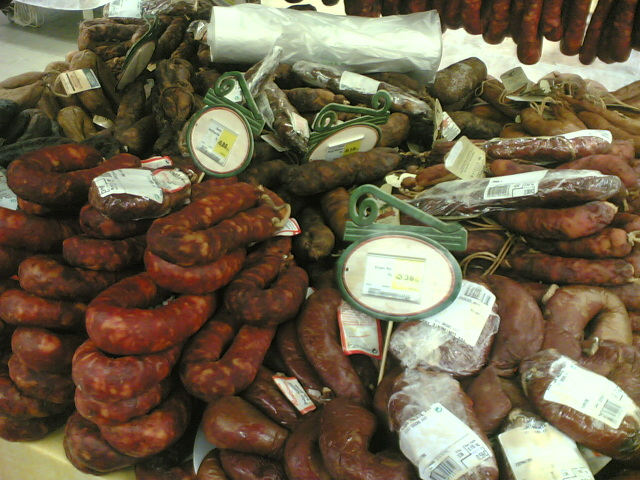
Un aparador d'embotits portuguesos.

Alguns productes i embotits portuguesos formen part d'una llista restringida a la que la Comissió Europea atribueix la menció d'Indicació Geogràfica Protegida, concretament, per a la zona d'Estremoz i Borba, com la paia de cansalada, el xoriço de carn, la paia de llom, la morcela (‘botifarra'), els maranhos, el xoriço gros, etc.
Al Nord-est, la creativitat popular ha permès la producció d'embotits a base de pa i de carn de gallina, les alheiras. Van ser creades com a forma de reacció per part dels jueus portuguesos del segle xvi, davant la prohibició de menjar carn de porc per motius religiosos i l'imperatiu de donar a entendre que eren cristians nous, és a dir, que s'havien convertit al cristianisme.

## Dolços

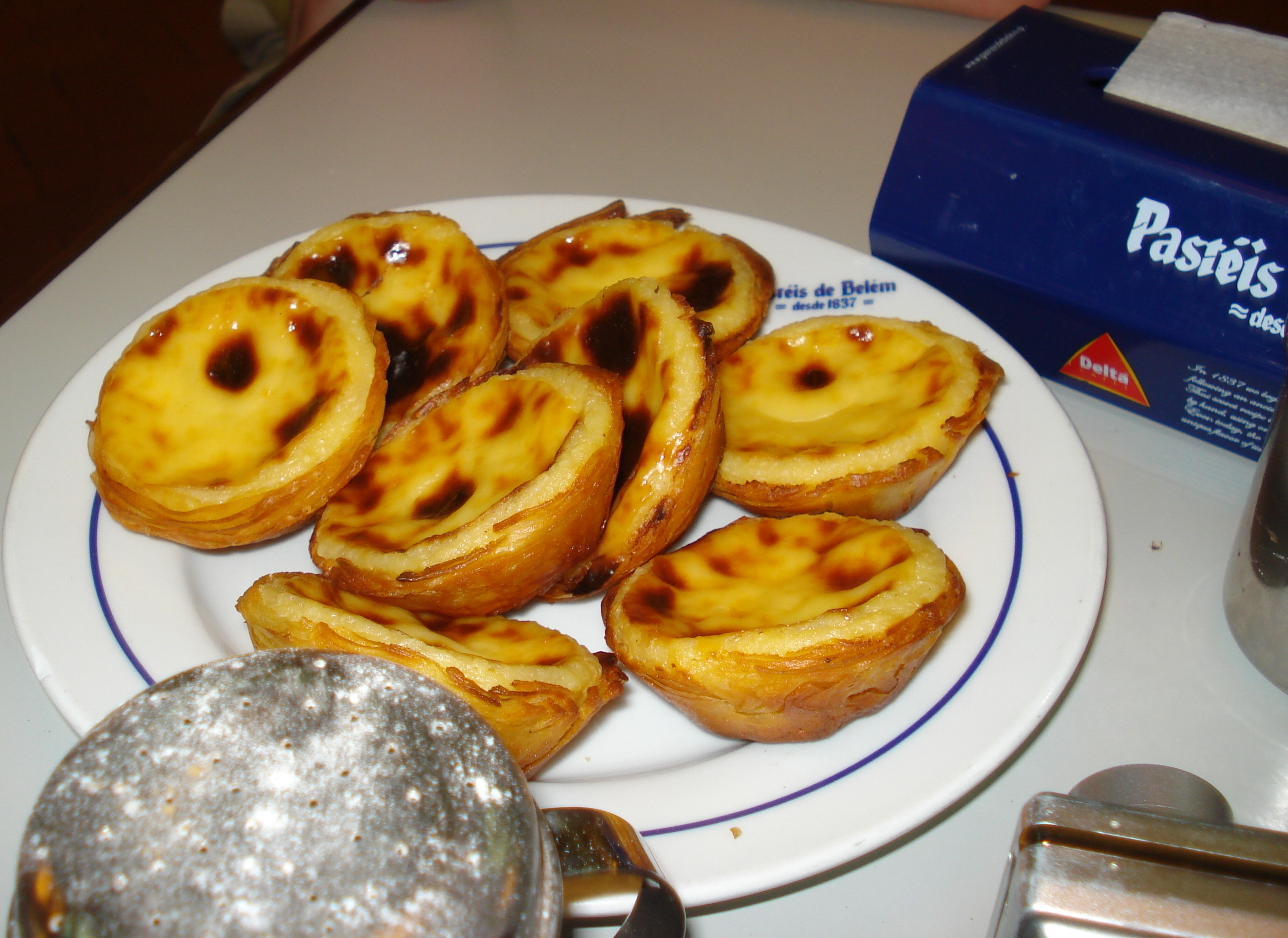
Pastéis de nata

La pastisseria portuguesa té una gran part del seu origen als convents i monestirs portuguesos del segle xvi. L'ús abundant de rovells d'ou a moltes d'aquestes especialitats està relacionat amb el de les clares als convents. Les clares d'ou per a l'elaboració d'hòsties, per mantenir els hàbits (vestuari) de les religioses, sempre planxats, i per a aclarir els vins. Per no malbaratar els rovells i amb el sucre vingut del Nou Món, els frares i, principalment, les monges van perfeccionar les receptes ancestrals. La creativitat conventual traspuava desbordava dolços rics en sucre, rovells d'ou, fruits secs i ametlles.

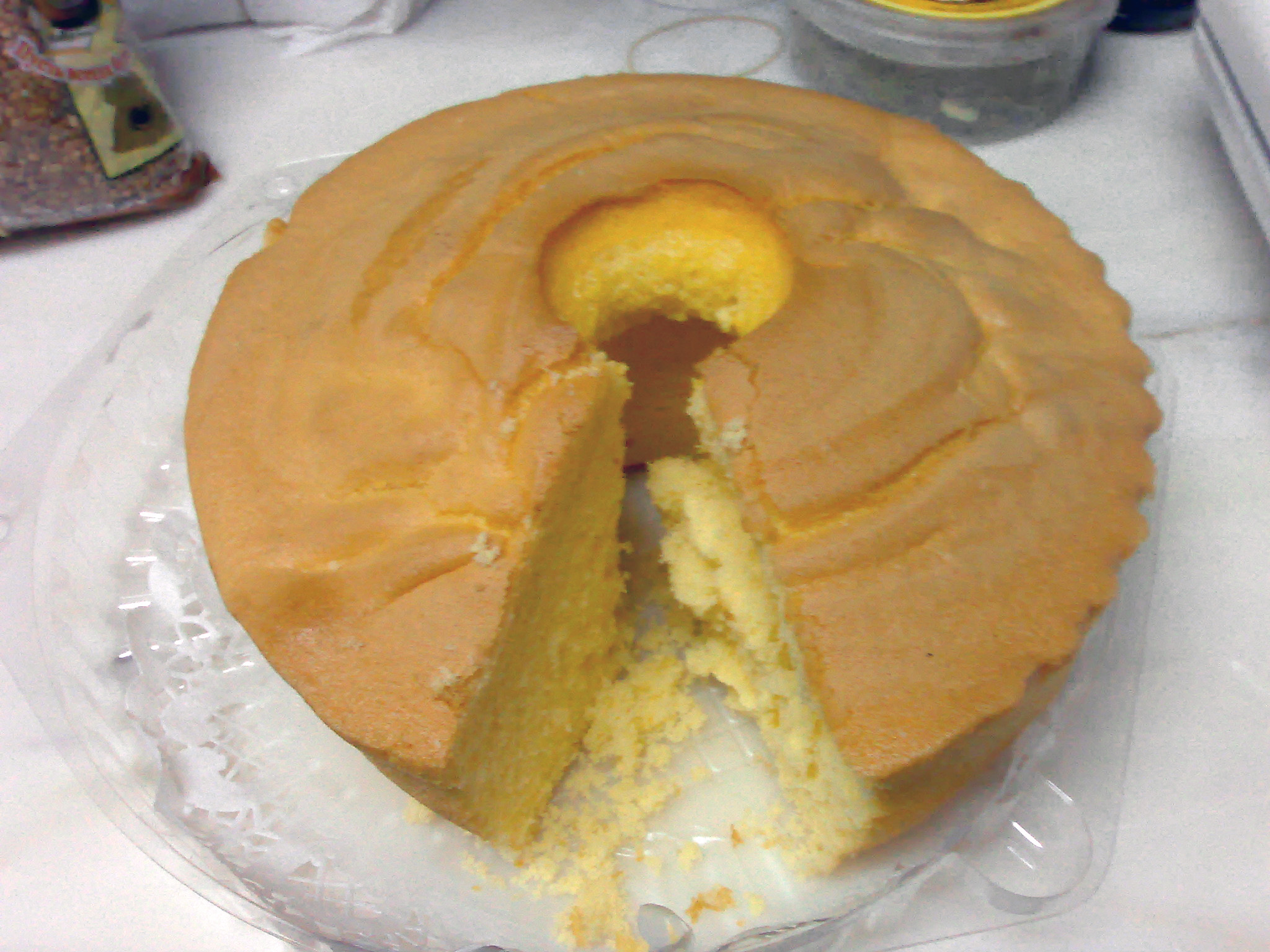
Pão-de-ló

Entre altres dolços que s'han de referir, hi ha els ous molls d'Aveiro, la fórmula i el mètode de producció original dels quals són deguts a les monges de l'orde dels carmelites al segle xix, el pastel de nata (incloent-hi els famosos pastels de Belém que van néixer al monestir dels Jeronis), les queijadas de Sintra, conegudes des del segle xiii, i els ara ja cèlebres travesseiros da Periquita, els pastissos de Tentúgal, les queijadinhas d'hòstia, les tigeladas d'Abrantes, el pudin Abade de Priscos, els quarts de codonyat del convent d'Odivelas, la barriga de freira (‘panxa de monja') d'Arouca, la castanya dolça d'Arouca, les crestes de gall (o pastissos de Vila Real, pastissos de cansalada, viuvinhas –‘viudetes'-), el bolo (‘pa de pessic') de Dom Rodrigo (o D. Rodrigo), les llesques de Tomar (o de la Xina), la llamprea de Portalegre (o d'ametlla, a l'antiga o de massapà), la palla d'Abrantes, les trouxas d'ou de Caldas da Rainha, els caramels d'ou, atribuïts al convent de Sant Bernat de Portalegre, el pal de carbassa (o carbassa coberta), entre altres especialitats més o menys conegudes. A l'Algarve principalment, són típics els dolços d'ametlla i de figa seca; a l'Alentejo, la sericá (o sericaia), el pa de rala, els nogats, etc. De fet, quasi totes les localitats tenen el seu dolç típic.